# Wilhelm Kaliński
Wilhelm Kaliński, inna forma imienia: Gwilhelm, pseud.: Ksiądz Nikodem Puzyna, kanonik kathedr., offic. gener. wileński, (ur. 6 marca 1747 w Warszawie, zm. 20 stycznia 1789 w Wilnie) – zakonnik, kaznodzieja i mówca; od 1782 roku profesor Szkoły Głównej Litewskiej w Wilnie, kiedy to objął katedrę teologii moralnej i historii Kościoła. Największym jego wkładem w rozwój kultury polskiej jest prowadzenie dziennika w latach 1787–1788, który stanowi doskonałą ilustrację życia elit wileńskich w epoce oświecenia. 

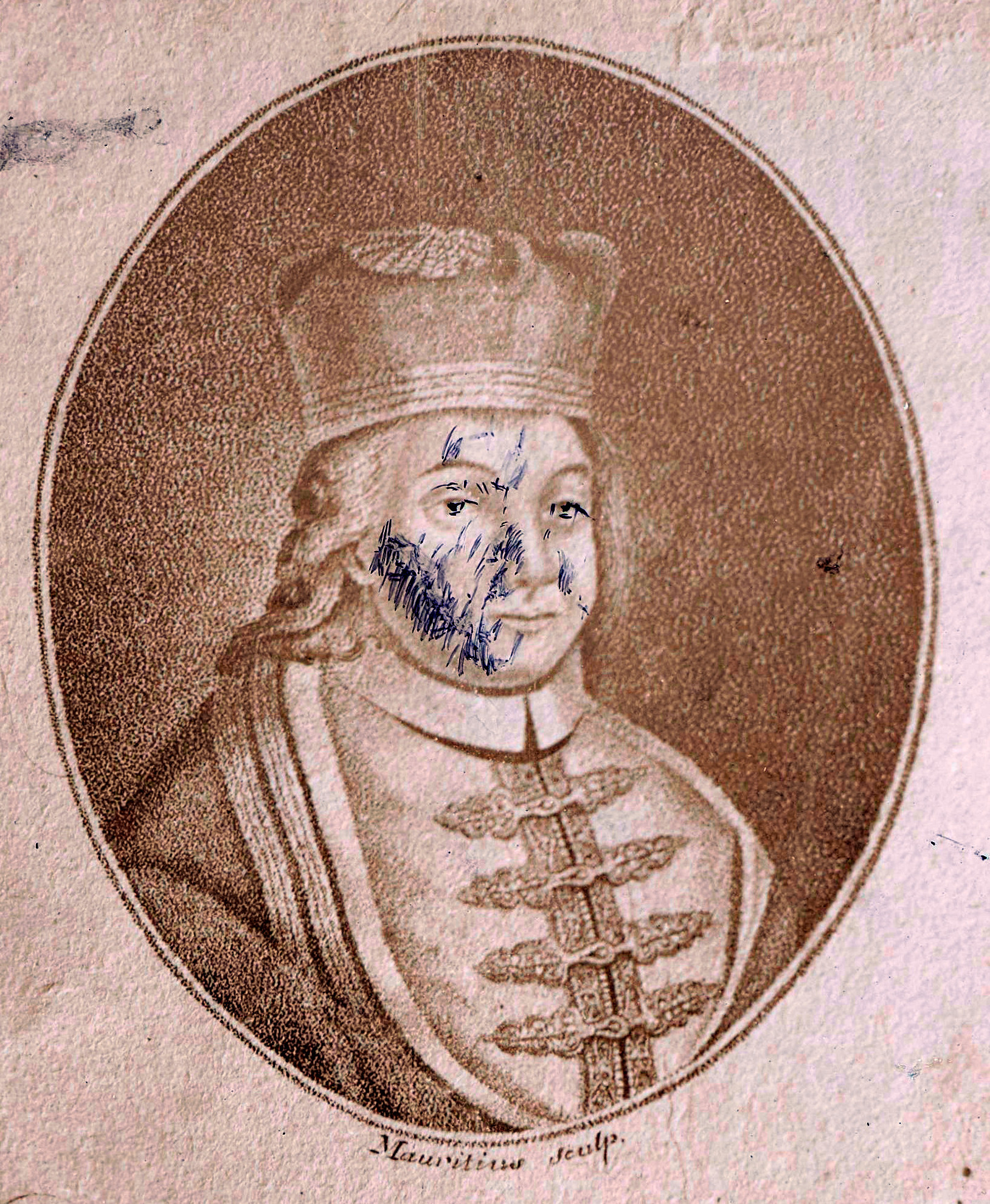
Wilhelm Kaliński

## Życiorys
Kaliński urodził się 6 marca roku 1747 w Warszawie. Ukończył któreś z licznych kolegiów jezuickich, a później (12 maja 1762) wstąpił do Zgromadzenia Księży Misjonarzy w Warszawie. Niespełna 3 lata później (7 marca 1765) złożył śluby zakonne. Studia filozoficzno-teologiczne odbywał w seminarium przy kościele Św. Krzyża. W roku 1772 otrzymał święcenia kapłańskie i wkrótce potem (jesienią 1772) został profesorem historii kościoła warszawskiego seminarium duchownego misjonarzy. W 1774 roku na stałe przeniósł się do Wilna (pełnił tam obowiązki egzaminatora prosynodalnego), gdzie w 1782 roku otrzymał katedrę w Szkole Głównej Litewskiej.
Zmarł 20 stycznia 1789 roku w Wilnie.

## Twórczość

### Ważniejsze mowy i kazania
1. Mowa... przy rozpoczęciu nauk miana w Seminarium Generalnym Diecezji Wileńskiej, Wilno 1775; wyd. następne: zobacz Wydania zbiorowe, t. 2
2. Kazanie... o zepsuciu krajowych obyczajów miane w Wilnie w dzień ś. Ignacego Wyznawcy w kościele seminaryjnym tegoż świętego, Wilno 1776; wyd. następne: zobacz Wydanie zbiorowe, t. 1, (zobacz: poz. 14)
3. Materie do kazań w mieście stołecznym Wilnie, wyd. T. Hussarzewski w: Książka jubileuszowa na diecezję wileńską..., Wilno (1776)
4. Kazania miane podczas wielkiego jubileuszu roku 1776..., Wilno (1776); wyd. następne: zobacz Wydania zbiorowe, t. 1; (dedydowane I. Massalskiemu); zawartość: O pożytkach z wiary dla całego świata; O przyjaźniach; O miłości społeczności; O staraniu się o oświecenie rozumu własnego; O formowaniu serca w dobroci; O odmianie oświecenia świata, o chwytaniu się nowości, o przywiązywaniu się do starożytności; O nabożeństwie ku Bogu; O powinnościach ku bliźniemu.
5. Mowa do J. P. P. Kawalerów (jak cenić szlachetność urodzenia), Wilno 1776; wyd. następne: zobacz Wydania zbiorowe, t. 2 (pt. Mowa I. Do Ichmość Panów Kawalerów edukujących się w Konwikcie Szlacheckim ks. ks. pijarów); zobacz: poz. 14
6. Mowa do J. M. Panów Kawalerów Konwiktu Szlacheckiego ks. ks. pijarów miana 23 stycznia r. 1777, Wilno 1777, (O edukacji do świata); wyd. następne: zobacz Wydania zbiorowe, t. 2 (pt. Mowa III. O edukacji do świata do Ichmość...); zobacz: poz. 14
7. Mowa... o prawdziwej i fałszywej chwale miana do JJ. PP. Kawalerów edukujących się w Konwikcie Szlacheckim ks. ks. pijarów w dzień Jana(!) Kalasantego, Wilno 1777; wyd. następne: zobacz Wydania zbiorowe, t. 2 (pt. Mowa II...); zobacz: poz. 14
8. Kazanie... miane na pogrzebie... Mikołaja Łopacińskiego, wojewody brzeskiego, w Wilnie r. 1778 dnia 24 lutego, Wilno 1778; wyd. następne: zobacz Wydania zbiorowe, t. 2; zobacz: poz. 14
9. Kazanie... miane w czasie pogrzebu... Józefy z Platerów Burzyńskiej, wojewodziny mińskiej... w Wilnie r. 1778 dnia 9 marca, Wilno 1778; wyd. następne: zobacz Wydania zbiorowe, t. 2; zobacz: poz. 14
10. Mowa o prawdziwej obyczajności, do Ichmościów Panów Kawalerów w Konwikcie ks. ks. pijarów, wygł. w roku 1779; wyd. następne: zobacz Wydania zbiorowe, t. 2 (pt. Mowa IV...); zobacz: poz. 14
11. Mowa... o pociechach stanu rolniczego, miana w Pawłowie R. P. 1779 dnia 29 czerwca, Warszawa (1779); wyd. następne w: Mowy do rolników, miane w Pawłowie, Wilno brak roku wydania (razem z poz. 13 i 15), także pt. Mowy... do rolników, Warszawa 1780; zobacz Wydania zbiorowe, t. 2; przedr. M. Baliński: Pamiętniki o Janie Śniadeckim, t. 2, Wilno 1865, (Estreicher jako rok wygłoszenia podaje błędnie rok 1777)
12. Mowa... o obieraniu stanu miana do... Kawalerów edukujących się w Konwikcie Szlacheckim wileńskim ks. ks. pijarów... dnia 4 lipca r. 1779, Wilno brak roku wydania; wyd. następne: zobacz Wydania zbiorowe, t. 2 (pt. Mowa V...); zobacz: poz. 14, (rok wygłoszenia według A. Schletza; według Estreichera: rok 1780; zobacz: poz. 14
13. Mowa... o wolności, miana w Pawłowie R. P. 1779 d. 28 paźdź., Wilno brak roku wydania; wyd. następne w: Mowy do rolników..., Wilno brak roku wydania (razem z poz. 13 i 15); zobacz Wydania zbiorowe, t. 2; (Estreicher jako rok wygłoszenia podaje błędnie rok 1777)
14. Kazania przygodne i mowy o edukacji... Edycja druga, Mohylew 1779, (tu najprawdopodobniej przedrukowano poz.: 2, 5-10, 12)
15. Mowa... o pożytkach z nauk dla rolników, miana w Pawłowie R. P. 1780 d. 5 maja, Wilno 1780; wyd. następne w: Mowy do rolników..., Wilno brak roku wydania (razem z poz. 13 i 15); zobacz Wydania zbiorowe, t. 2; (Estreicher jako rok wygłoszenia podaje błędnie rok 1777)
16. Początki historii naturalnej dla dzieci, Wilno 1780
17. Kazanie na egzekwiach za duszę... Michała Frąckiewicza... Scholarum Piarum... miane w Wilnie R. P. 1781 dnia 30 stycznia, (Wilno 1781); wyd. następne: zobacz Wydania zbiorowe, t. 2
18. Kazanie na początku sejmu grodzieńskiego r. 1784 mca paźdź. 4 dnia miane przez księdza Nikodema Puzynę..., Grodno (1784)
19. Kazanie... miane w dzień uroczystości ś. Stanisława, biskupa i męczennika, w kościele akademickim, Wilno (1784)); wyd. następne: zobacz Wydania zbiorowe, t. 1
20. "Prelekcje akademickie teologii moralnej i historii kościelnej", rękopis, fragmenty ogł. Wizerunki i Roztrząsania Naukowe 1836, t. 1, s. 127-149.

### Wydania zbiorowe
- Kazania i mowy, t. 1-2, Warszawa 1791; wyd. następne: Wilno 1802; Kraków 1808 (2 wydania); zawartość:
  - t. 1: Ważniejsze mowy i kazania poz.: 4, 2, 19,
  - t. 2: Ważniejsze mowy i kazania poz.: 9, 8, 17, 5, 7, 6, 10, 12, 11, 13, 15, 1.

### Dziennik 1787-1788
Kaliński prowadził - w okresie od 1 stycznia 1787 roku do 19 kwietnia 1788 roku - bardzo dokładny dziennik. Zapisywał w nim nawet najdrobniejsze wydarzenia, które mu się przytrafiły w ciągu dnia. Oprócz notatek dotyczących jego stanu zdrowia, opisał w swoim dzienniku czołowe postaci wileńskiego życia kulturalnego tamtych czasów, które zresztą dobrze znał. To właśnie jego zapiski pozwoliły uściślić życiorys pisarki Anny Mostowskiej. Nie wiadomo dlaczego przerwał pisanie dziennika - być może przyczyną był pogarszający się stan zdrowia.
Dziennik Kalińskiego, którego rękopis przechowywany jest w bibliotece w Kórniku, doczekał się wydania drukiem w roku 1968: W. Kaliński, Dziennik 1787-1788, oprac. Ł. Kurdybacha, [w serii:] Archiwum Dziejów Oświaty, t. IV, Wrocław 1968.

#### Cytaty zDziennika...
O dokładności zapisków Kalińskiego niech świadczą następujące zdania z dziennika:
11 stycznia 1787 r., czwartek: "Katar mnie ciężko męczył. Przeto nie miałem lekcji".
12 stycznia 1787 r., piątek: "Ból głowy miałem, bok mnie od stłuczenia bolał. Hemoroidy płynęły".
Oczywiście oprócz tego rodzaju notatek dziennik Kalińskiego zawiera mnóstwo informacji nieodzownych badaczom polskiego życia kulturalnego tamtych czasów.